# Lilium pumilum
Espèce
Classification APG III (2009)
Lilium pumilum est une espèce asiatique de plantes bulbeuse vivace de la famille des Liliaceae originaire de Mongolie, de Sibérie, de l'Extrême-Orient russe (Krai de l'Amour, Primorye, Khabarovsk), de Corée et du nord de la Chine,,,.
Elle est dénommée Pumilum ('poo` mill`um) pour sa petite taille, par rapport aux autres lis.

## Description
Son bulbe à racines peut atteindre 1 mètre, bien que généralement plutôt moins. L’ombelle elle-même mesure 4-5 pouces et peut vivre de 2 à 4 ans. Les feuilles sont minces et herbacées. Il porte de une à vingt fleurs réflexes et inclinées de la tête, généralement de couleur rouge, et qui peuvent être tachées de noir. Les fleurs sont parfumées.
Sa culture peut être de courte durée, mais elle a tendance à durer plus longtemps dans des sols bien drainés